# Paul Veysseyre (homme politique)
Pour l’article homonyme, voir Paul Veysseyre (architecte).
Paul Veysseyre est un homme politique français né le 18 octobre 1875 à Royan (Charente-Inférieure) et décédé le 14 mai 1914 à Saint-Germain-en-Laye (Yvelines).
Avocat à la cour d'appel de Paris, il est premier secrétaire de la conférence des avocats. Maire de Fontanes en 1908 et conseiller général du canton de La Chaise-Dieu en 1912, il est député de la Haute-Loire de 1913 à 1914, mais ayant contracté une maladie pulmonaire pendant sa campagne électorale, il ne participe que très peu aux travaux parlementaires et meurt avant la fin de la législature.